# Dayanara Torres
Dayanara Torres Delgado (San Juan, 28 ottobre 1974) è una modella, attrice, cantante e scrittrice portoricana, eletta Miss Universo 1993.

## Carriera

### Modella
Dayanara Torres viene scoperta all'età di diciassette anni mentre passeggia nella piazza di Toa Alta, dove risiedeva, e viene invitata a rappresentare la città nell'annuale concorso di bellezza Miss Porto Rico. Grazie alla vittoria del concorso, ha la possibilità di rappresentare Porto Rico a Miss Universo 1993. Nel 1992, Torres partecipa anche a Miss International dove arriva sino alle semifinali. Lo stesso anno arriva alla seconda posizione del concorso Queen of the World.
Dayanara Torres vince la corona di Miss Universo durante la finale tenutasi a Città del Messico il 21 maggio 1993. La vittoria della Torres al concorso causa alcune polemiche, per via di alcune voci che vogliono la portoricana ancora minorenne. In realtà, Dayanara Torres aveva compiuto diciotto anni diversi mesi prima. Anche i tratti somatici tipicamente ispanici della modella lasciano perplessi alcuni sulla sua vittoria. Durante e dopo il regno come Miss Universo, Dayanara Torres diventa ambasciatrice per l'UNICEF, e crea la Dayanara Torres Foundation, che provvede borse di studio per gli studenti poveri di Porto Rico e delle Filippine.

### Attrice
Dopo aver vinto Miss Universo, Torres ottiene numerosi ruoli cinematografici e televisivi, in particolare nelle Filippine, dove vive per cinque anni, imparando il tagalog. Qui appare in più di 10 film, tra cui Hataw Na con Gary Valenciano e Linda Sara e presenta, ogni domenica, lo show ASAP Mania. Nel 1995, vince il premio Best New Female TV Personality ai 10th PMPC Star Awards for Television, un concorso annuale tenuto nelle Filippine.
Il 1º settembre 2005, Torres debutta, con un piccolo ruolo, nella soap opera Febbre d'amore. Dal 2006 al 2007 è la protagonista femminile della serie televisiva statunitense Watch Over Me.

### Cantante
Tornata a Porto Rico nel 1998, pubblica il suo primo e unico album, Antifaz, che raggiunge la vetta della classifica Billboard in America Latina e Filippine.

## Vita privata
Torres ha due fratelli maggiori, José e Joey, e una sorella minore, Jeannette. Ha studiato al Colegio Santa Rosa di Bayamón, con l'intenzione di diventare odontoiatra.
Il 9 maggio 2000, Dayanara Torres sposa il cantante Marc Anthony a Las Vegas. Hanno avuto due figli maschi, Cristian Anthony Muñiz (nato il 5 febbraio 2001) e Ryan Anthony Muñiz (nato il 16 agosto 2003). La coppia si separa nel 2002, per poi riconciliarsi e rinnovare le promesse matrimoniali a dicembre. Torres e Anthony si lasciano nuovamente un anno dopo e Torres presenta istanza di divorzio a gennaio 2004. In occasione della separazione, scrive il libro di auto-aiuto Married to Me.

## Discografia
- 1997 - Antifaz (Sony Music)

## Filmografia

### Cinema
- Linda Sara, regia di Jacobo Morales (1994)
- Basta't kasama kita, regia di Rory B. Quintos (1995)
- Hataw na, regia di Jose Javier Reyes (1995)
- Type kita... Walang kokontra, regia di Toto Natividad (1999)
- The Nail: The Story of Joey Nardone, regia di James Quattrochi (2009)
- 200 Cartas, regia di Bruno Irizarry (2012)

### Televisione
- La cenicienta - film TV (1999)
- Febbre d'amore (The Young and the Restless) - serial TV, puntate 7958-7986 (2004)
- Watch Over Me - serial TV, 66 puntate (2006-2007)

## Opere
- Sonrisas Sanas y Hermosas de Ricky y Andrea (2006), scritto con Steven Fink
- Married To Me: How Committing To Myself Led to Triumph After Divorce (2008), scritto con la sorella Jeannette Torres-Álvarez
- Casada Conmigo Misma: Como Triunfé Despues Del Divorcio (2009), traduzione in spagnolo di Married To Me:...

## Riconoscimenti
- 1995 – PMPC Star Awards for Television
  - Best New Female TV Personality
- 2006 – Premios Juventud
  - Chica Que Me Quita El Sueño
- 2007 – Premios Juventud
  - Supermodelo Latina
- 2008 – Premio Juventud
  - Nomination Quiero Vestir Como Ella / Ella Tiene Estilo

## Doppiatrici italiane
Nelle versioni in italiano dei suoi film, Dayanara Torres è stata doppiata da:
- Anna Lana in The Nail: The Story of Joey Nardone
- Jolanda Granato in Watch Over Me